# 西ノ割町
西ノ割町（にしのわりちょう）は、愛知県名古屋市瑞穂区の地名。現行行政地名は西ノ割町1丁目から西ノ割町3丁目。住居表示未実施地域。

## 地理
名古屋市瑞穂区中央部に位置する。西は直来町、南は本願寺町、北は薩摩町・北原町に接する。

## 歴史

### 町名の由来
瑞穂町の小字名「西ノ割」による。「西ノ割」は、元々「西浦」という字名であったという。「西浦」とは、本願寺村の西端に位置していたことを意味する。

### 沿革
- 1945年（昭和20年）9月26日 - 瑞穂区瑞穂町字薩摩・西ノ割・中ノ割・北前田・東前田の各一部により、同区西ノ割町1〜3丁目として成立[1]。

## 世帯数と人口
2019年（平成31年）3月1日現在の世帯数と人口は以下の通りである。
| 町丁     | 世帯数  | 人口  |
| -------- | ------- | ----- |
| 西ノ割町 | 285世帯 | 584人 |

### 人口の変遷
国勢調査による人口の推移
| 1950年（昭和25年） | 792人 | [ 10 ] |  |
| 1955年（昭和30年） | 905人 | [ 10 ] |  |
| 1960年（昭和35年） | 956人 | [ 11 ] |  |
| 1965年（昭和40年） | 979人 | [ 11 ] |  |
| 1970年（昭和45年） | 916人 | [ 12 ] |  |
| 1975年（昭和50年） | 817人 | [ 12 ] |  |
| 1980年（昭和55年） | 739人 | [ 13 ] |  |
| 1985年（昭和60年） | 689人 | [ 13 ] |  |
| 1990年（平成2年）  | 686人 | [ 14 ] |  |
| 1995年（平成7年）  | 674人 | [ 15 ] |  |
| 2000年（平成12年） | 703人 | [ 16 ] |  |
| 2005年（平成17年） | 672人 | [ 17 ] |  |
| 2010年（平成22年） | 610人 | [ 18 ] |  |

## 学区
市立小・中学校に通う場合、学校等は以下の通りとなる。また、公立高等学校に通う場合の学区は以下の通りとなる。
| 丁目          | 小学校                                    | 中学校                                          | 高等学校 |
| ------------- | ----------------------------------------- | ----------------------------------------------- | -------- |
| 西ノ割町1丁目 | 名古屋市立高田小学校 名古屋市立瑞穂小学校 | 名古屋市立瑞穂ヶ丘中学校 名古屋市立津賀田中学校 | 尾張学区 |
| 西ノ割町2丁目 | 名古屋市立瑞穂小学校                      | 名古屋市立津賀田中学校                          | 尾張学区 |
| 西ノ割町3丁目 | 名古屋市立瑞穂小学校                      | 名古屋市立津賀田中学校                          | 尾張学区 |

## その他

### 日本郵便
- 郵便番号 : 467-0813[4]（集配局：瑞穂郵便局[21]）。